# Kargopol'
Kargopol' (in russo Каргополь?, anche Kargopol) è una città della Russia, nell'oblast' di Arcangelo. La città è il capoluogo del Kargopol'skij rajon e si trova sulle sponde del fiume Onega. Kargopol a partire dal collasso dell'Unione Sovietica ha avuto un calo demografico: nel 1989 contava 12.495 abitanti, mentre nel 2002 contava 11.192 abitanti, nel 2007 10.900.

## Storia
Non è chiara la data di fondazione di Kargopol'; i primi cenni storici si hanno nel 1146, quando era una stazione commerciale della Repubblica di Novgorod e uno degli insediamenti permanenti slavi più a nord.
Nonostante la documentazione relativa agli inizi della sua storia sia scarsa, si ritiene che Kargopol' fosse una delle più significative aree commerciali dei Bjarmaland (in lingua russa Бярмаланд) nel corso del XIII secolo e del XIV secolo. Nel 1447 fu il luogo dove Dmitry Šemjaka (in lingua russa Дмитры Шемйака) trovò rifugio dalla collera di Vasilij II.
Situata sull'antica strada tra Mosca e Arcangelo, Kargopol divenne una delle più fiorenti città della Russia, specialmente dopo che la Compagnia Moscovita iniziò ad operare nella metà del XVI secolo. Nel XVII secolo, durante il suo periodo di massimo splendore, Kargopol diventò la culla di uno specifico tipo di architettura medioevale russa.

## Cultura

### Architettura
Alcune cattedrali in legno e pietra bianca costruite in quel periodo sussistono nella città e nelle sue vicinanze. Il più antico di questi edifici è la Cattedrale della Natività di Cristo costruita in dolomite dai novgorodiani e consacrata nel 1562. Dopo che la Russia riconquistò l'accesso al Mar Baltico e dopo la fondazione di San Pietroburgo, Kargopol' gradualmente perse importanza.

## Galleria d'immagini

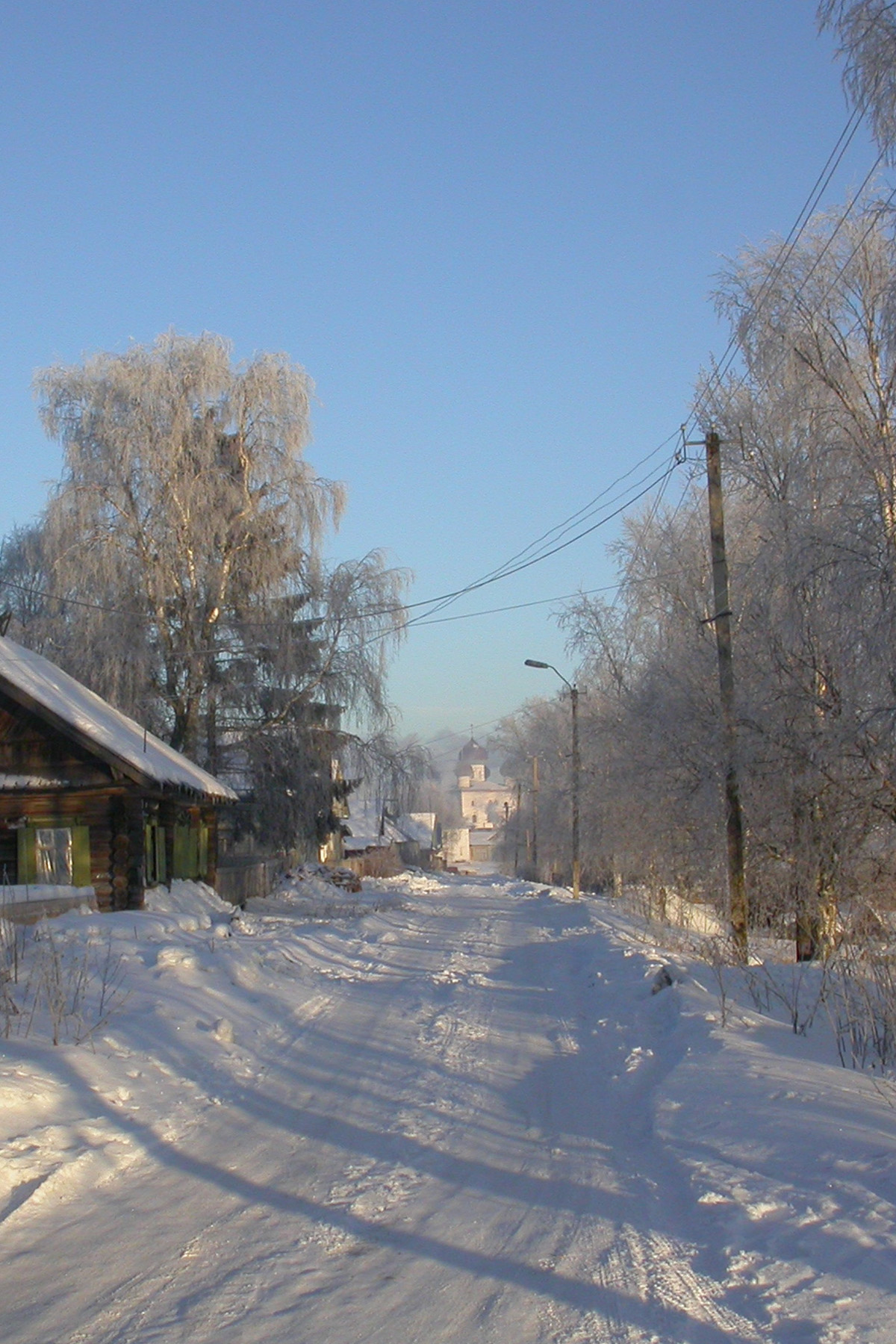
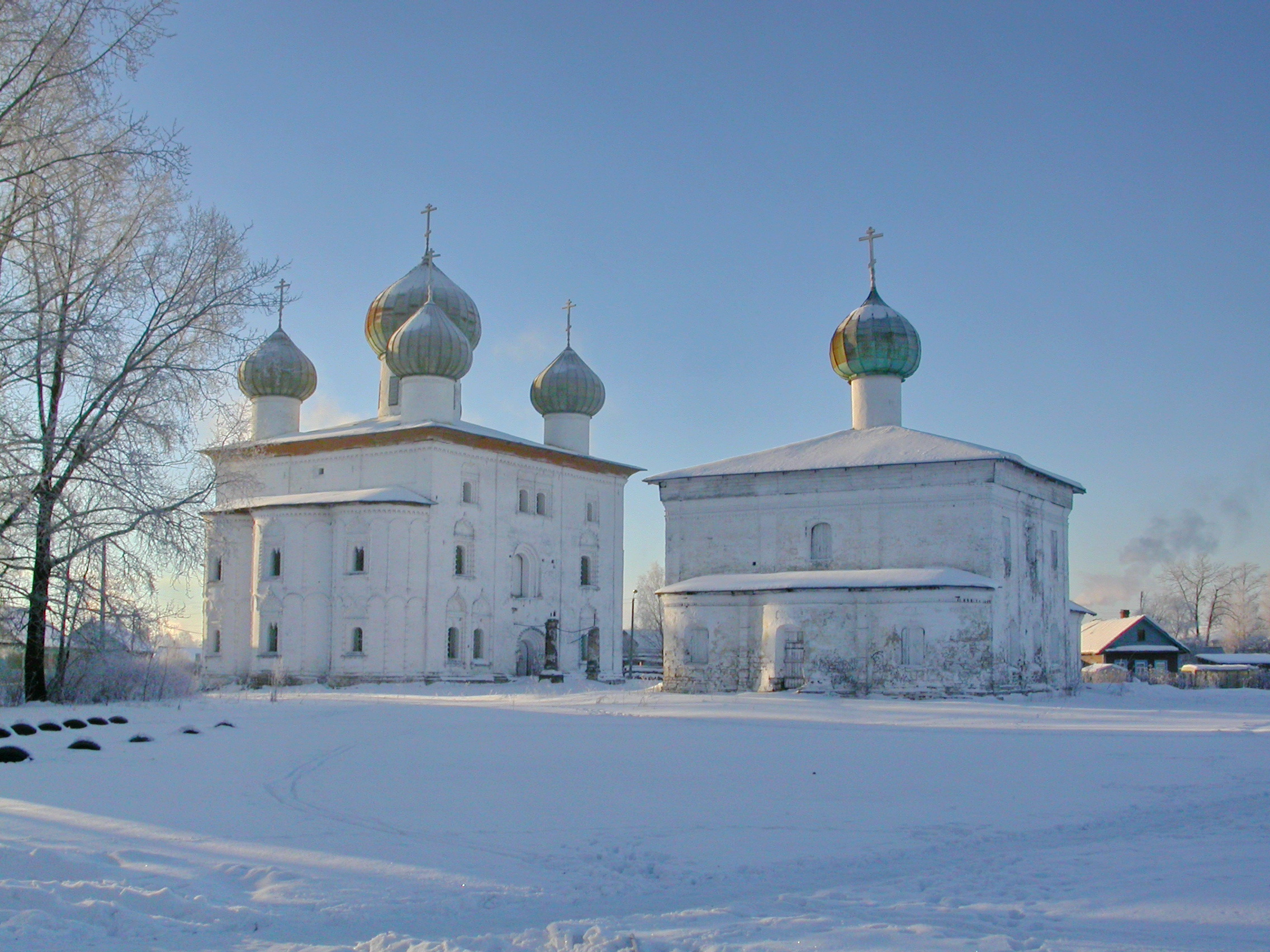
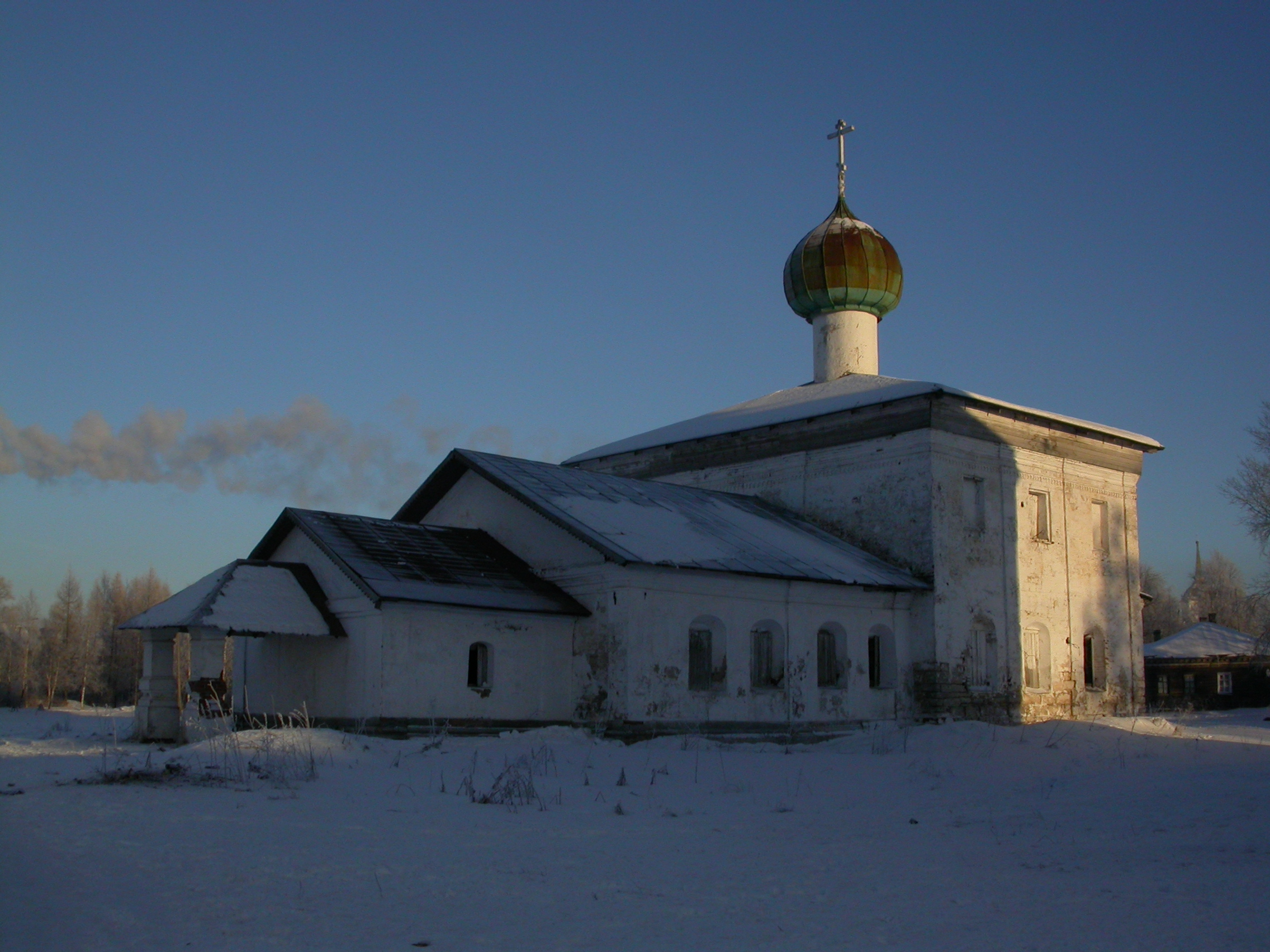
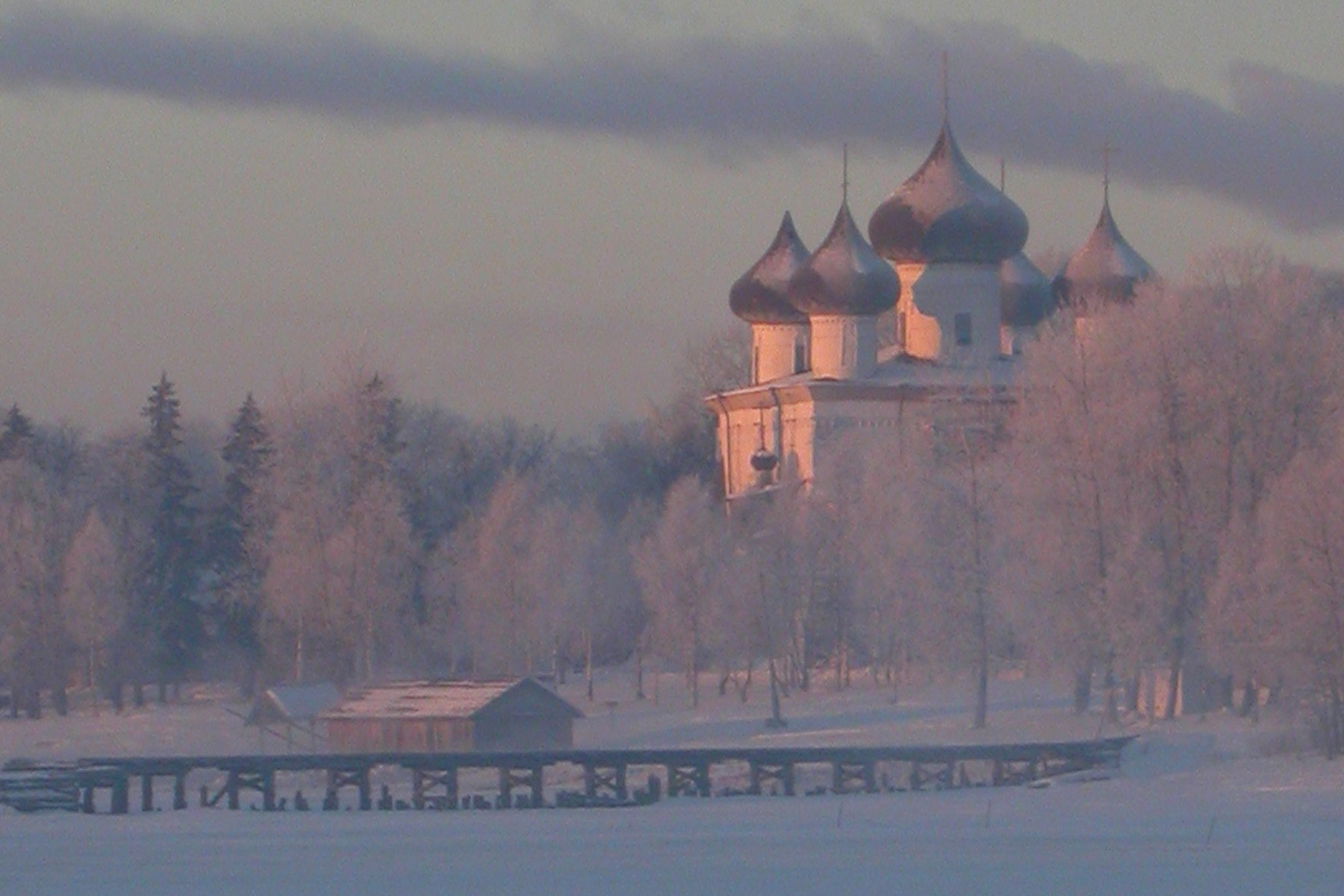
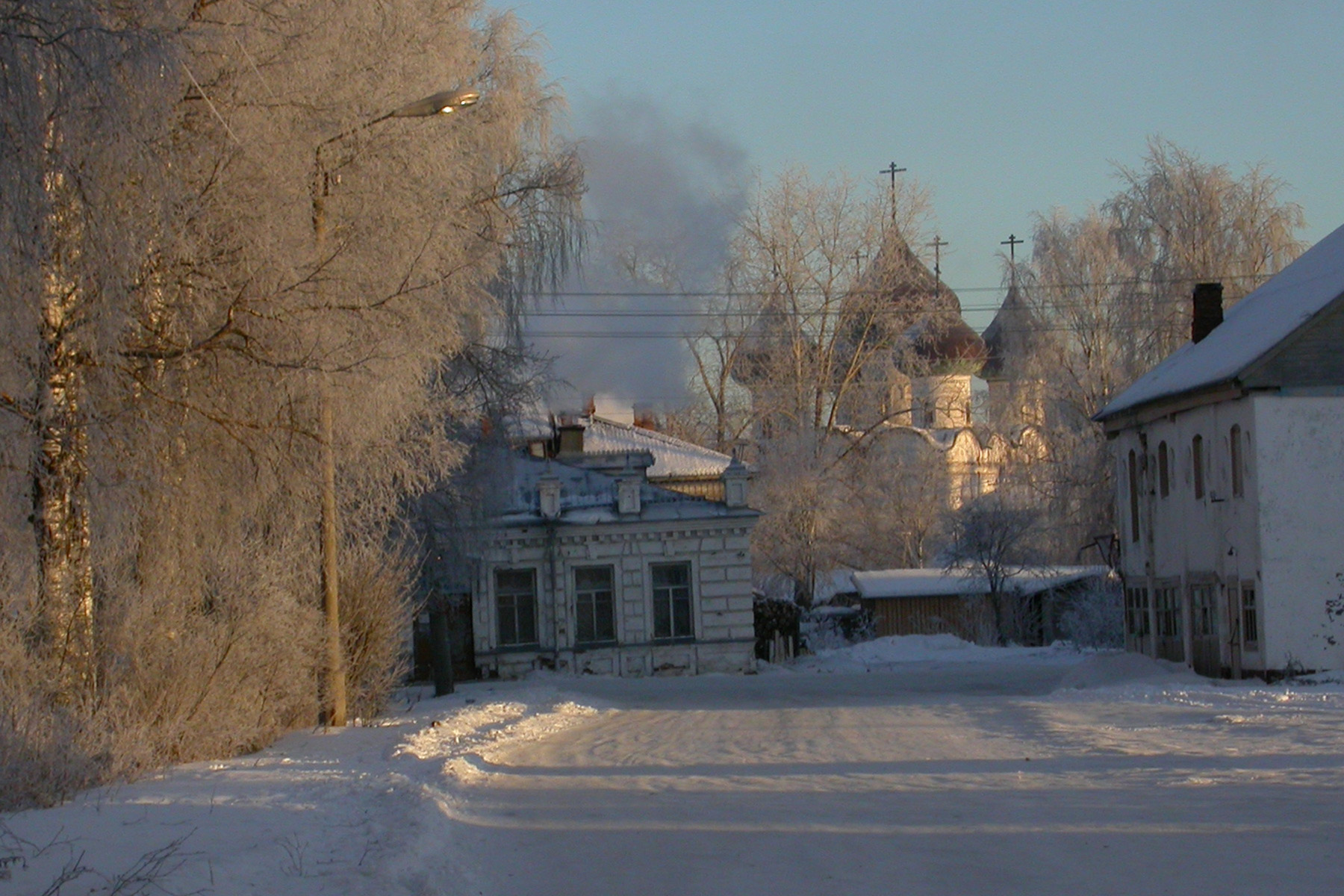
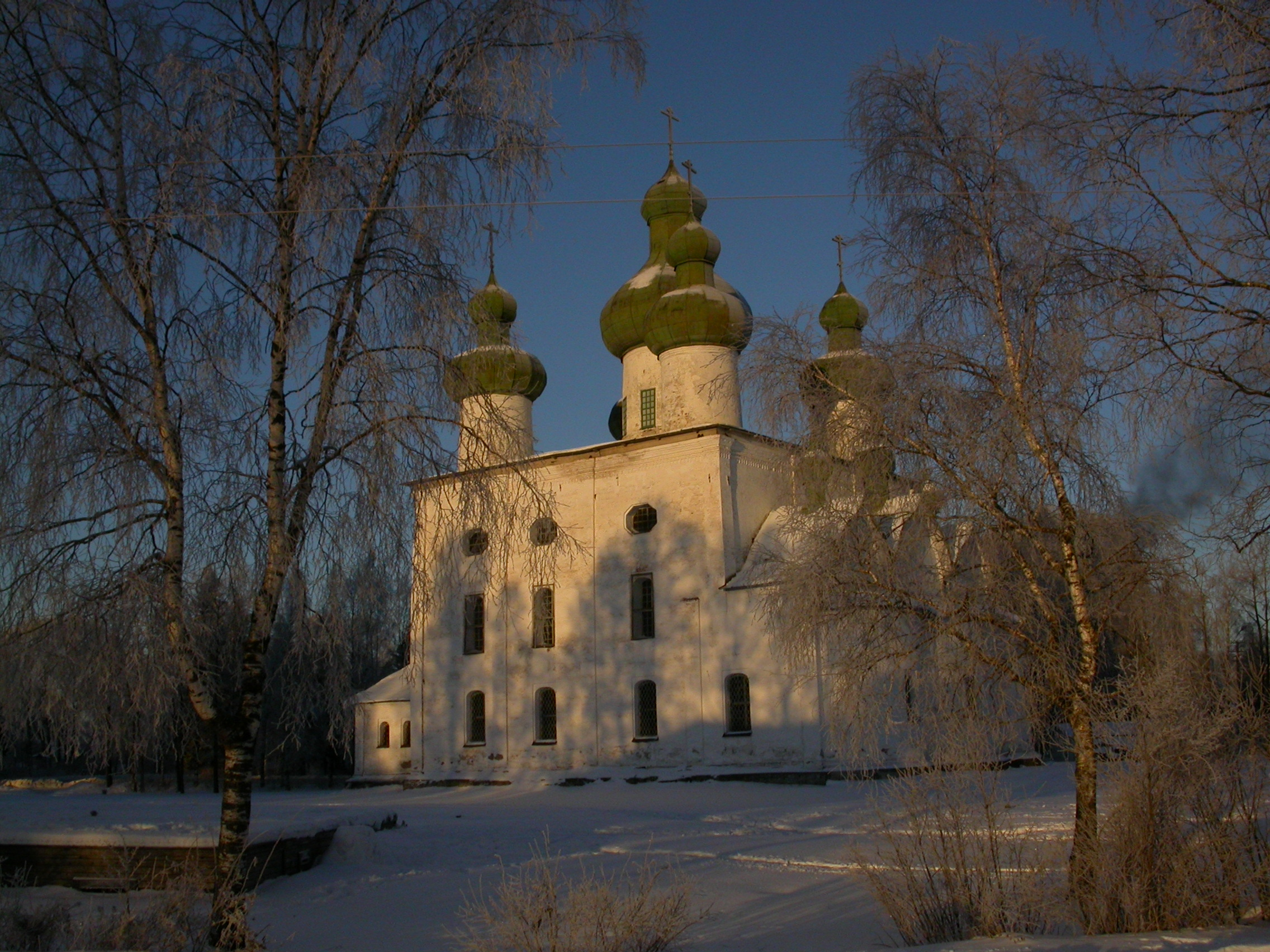
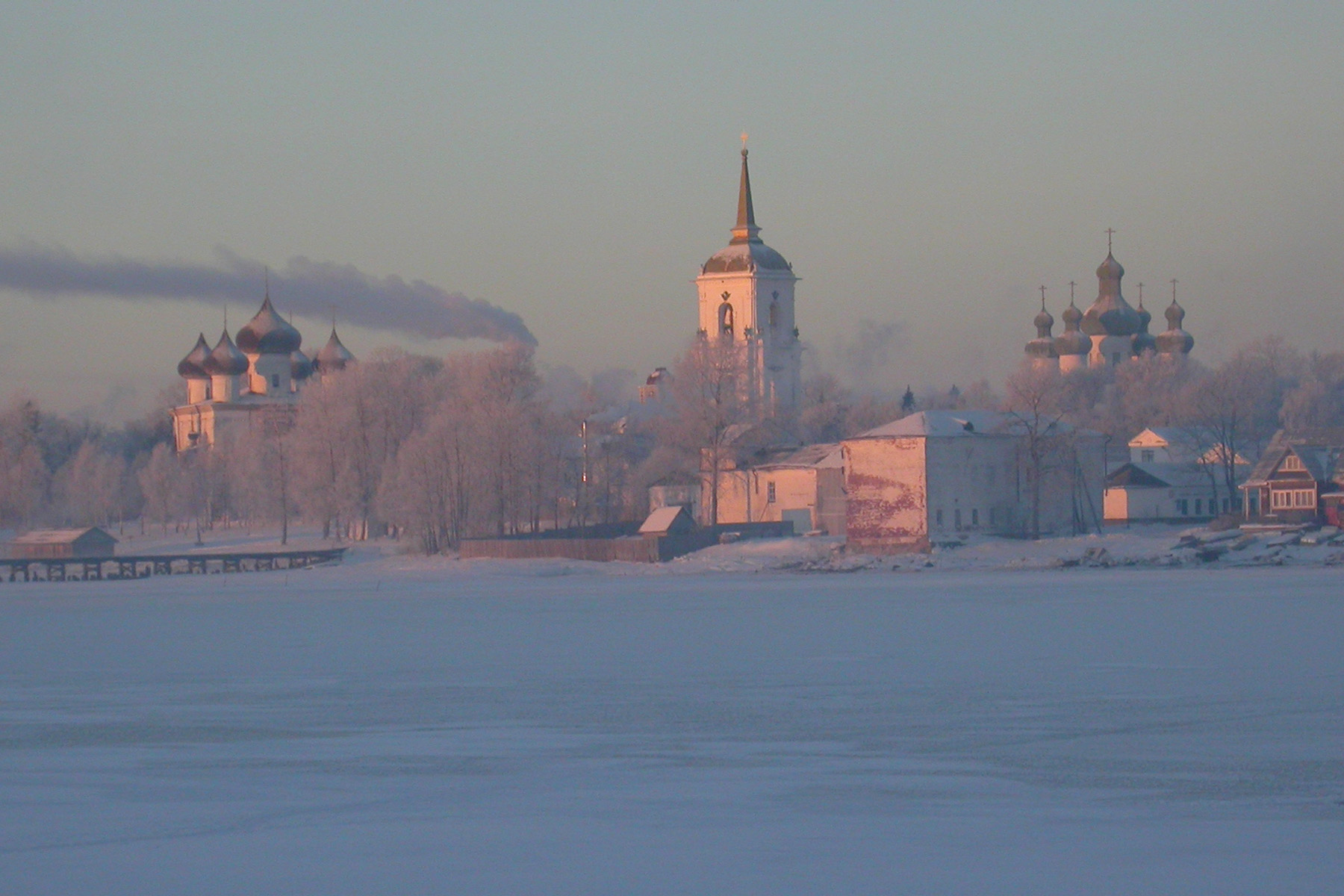

## Popolazione
| 1897  | 1926  | 1939  | 1959  | 1970   | 1979   | 1989   | 2002   | 2007   | 2017   |
| ----- | ----- | ----- | ----- | ------ | ------ | ------ | ------ | ------ | ------ |
| 3 000 | 3 400 | 6 300 | 8 700 | 11 400 | 10 700 | 12 495 | 11 192 | 10 900 | 10 055 |